# Folkans repertoar

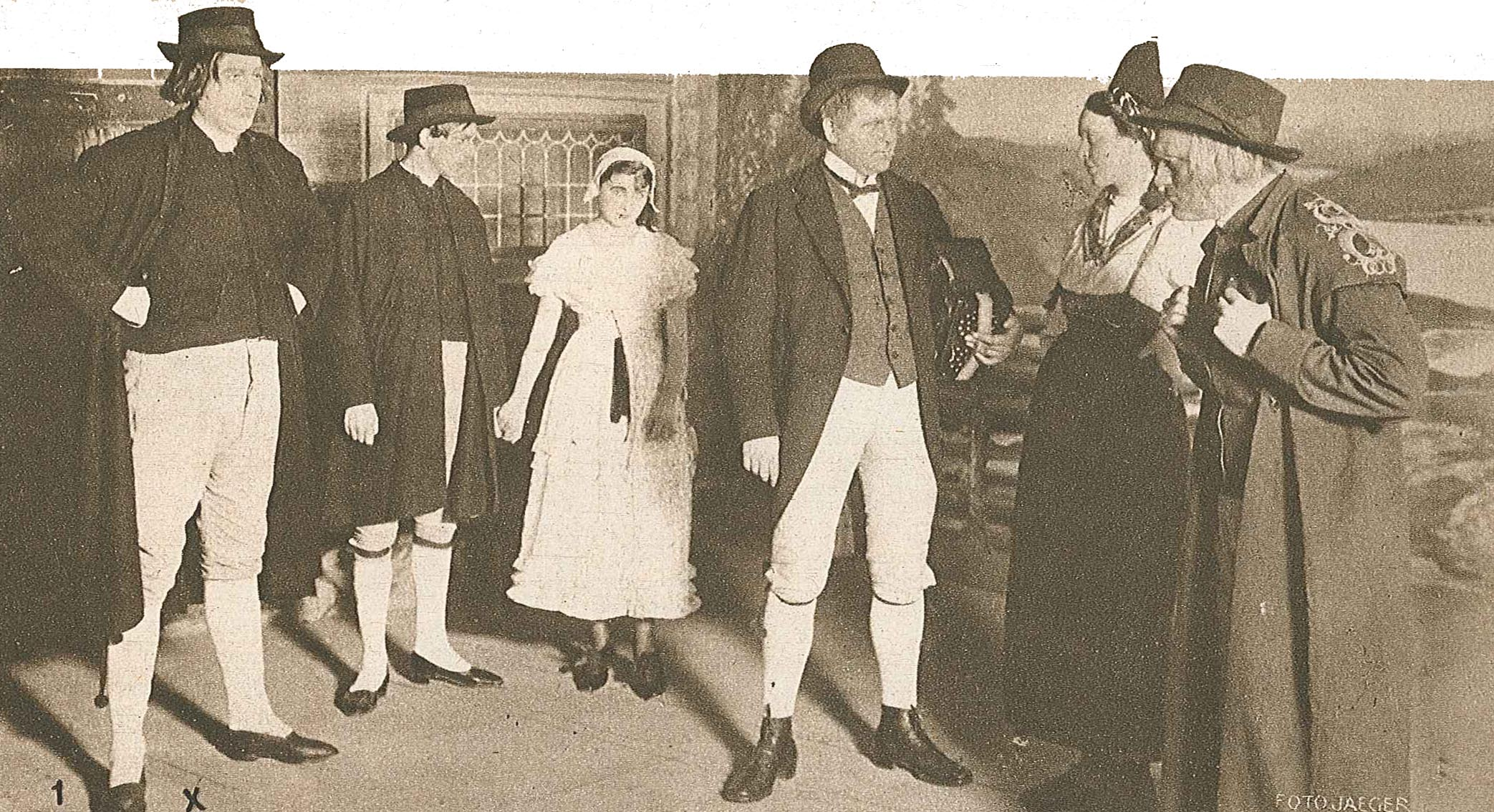
Paul Hallströms Bock Anders Ersson och hans pojke, 1916.

Det här är en lista över Folkan i Stockholms repertoar.

## Ladugårdslandsteatern
| År   | Produktion                                                              | Upphovsmän                                 | Regi | Noter |
| ---- | ----------------------------------------------------------------------- | ------------------------------------------ | ---- | --- |
| 1866 | Söndagslejonen, eller Resan efter äventyr Einen Jux will er sich machen | Johann Nestroy Bearbetning August Säfström |      | Premiär 2 april 1866 Hr Ullin, hr Lundberg, hr Lundell, hr Gartt, hr Brohman frk Björklund, frk Rosendahl, frk Lundström |
| 1871 | Två droppar vatten                                                      |                                            |      | |
| 1871 | Portvaktarepappa                                                        |                                            |      | |
| 1871 | Azemia eller Skogsflickan                                               | Anders Selinder                            |      | |
| 1871 | Förlovade från barndomen                                                |                                            |      | |
| 1871 | Luftens dotter                                                          |                                            |      | |
| 1871 | Jungfru Lena                                                            |                                            |      | |
| 1871 | Bror Jonathan eller Oxhandlaren från Småland                            |                                            |      | |
| 1871 | Linkens Fia                                                             |                                            |      | |
| 1875 | Magister Bläckstadius eller Giftermålsannonsen                          | August Blanche                             |      | |
| 1875 | Flickorna på Söder                                                      | August Säfström                            |      | |
| 1875 | Bröstkaramellerna eller Min mans familj                                 | Paul de Kock                               |      | |
| 1876 | En brottslig betjänt                                                    |                                            |      | |
| 1876 | Carl XV i vardagslag eller Ett äventyr på Ulriksdal                     | Janne Damm                                 |      | |

## Folkteatern
| År   | Produktion                                     | Upphovsmän                                                   | Regi                           | Noter |
| ---- | ---------------------------------------------- | ------------------------------------------------------------ | ------------------------------ | --- |
| 1906 | Vad kvinnan vill                               | Ernst Fastbom                                                |                                | |
| 1906 | Bort med karlarna                              | Wilhelm Jacoby och Arthur Lipchitz                           |                                | |
| 1906 | Fröken Julie                                   | August Strindberg                                            |                                | |
| 1906 | En kärlekssaga                                 | Ernst Fastbom                                                |                                | |
| 1907 | Pariserpojken                                  |                                                              |                                | |
| 1907 | Den glada änkan i sitt andra gifte             |                                                              |                                | |
| 1907 | Min ska du bli                                 |                                                              |                                | |
| 1909 | En räddande ängel                              |                                                              |                                | |
| 1909 | Schöllers pensionat                            |                                                              |                                | |
| 1909 | Trasfröken                                     |                                                              |                                | |
| 1910 | Sundboms egna hem                              |                                                              |                                | |
| 1910 | Jägmästarinnan                                 |                                                              |                                | |
| 1910 | Grevinnan av Luxemburg, revy                   | Harald Leipziger                                             |                                | Premiär 1 juli 1910 |
| 1910 | Niobe                                          | Harry Paulton                                                |                                | Premiär 1 juli 1910 |
| 1910 | Värmlänningarna                                | Fredrik August Dahlgren                                      |                                | Premiär 10 juli 1910 |
| 1910 | Lilla fru Andersson                            | Harald Leipziger                                             |                                | Premiär 26 juli 1910 |
| 1910 | Ensam                                          | Alfhild Agrell                                               |                                | Premiär 2 augusti 1910 |
| 1910 | Skeppargatan 40                                | Algot Sandberg                                               |                                | Premiär 23 augusti 1910 Ernst Fastbom, Sigurd Wallén, Lili Ziedner, Erika Törnberg, Irene Jansson, Tollie Zellman 28 föreställningar |
| 1910 | Hemsöborna                                     | August Strindberg                                            |                                | Premiär 7 september 1910 |
| 1910 | Småstadsfolk                                   | Algot Sandberg                                               |                                | Premiär 25 september 1910 Sigurd Wallén, Tollie Zellman, Fritz Strandberg, Eugen Nilsson, Otto Hagert, Elof Liljeholm, Edith Wallén, Erika Törnberg, Ingeborg Arvidsson, Ingeborg Nilsson, Tora Tegelberg, Hjördis Lindeberg 28 föreställningar                                                                                  |
| 1910 | Lidingökungen                                  | Harald Leipziger                                             |                                | Premiär 19 oktober 1910 Fritz Strandberg, Sigurd Wallén, Bertil Junggren, Elof Liljeholm, Eugen Nilsson, Erika Törnberg, Tollie Zellman, Ingeborg Arvidsson, Ingeborg Nilsson, Hjördis Lindeberg 14 föreställningar |
| 1910 | Mathias testamente                             | Helge Malmberg                                               |                                | Premiär 5 november 1910 |
| 1910 | Himlen på jorden Der Himmel auf Erden          | Julius Horst                                                 |                                | Premiär 5 november 1910 Erika Törnberg, Tollie Zellman, Sigurd Wallén, Fritz Strandberg, Bertil Junggren 14 föreställningar |
| 1910 | Ett flöjtsolo                                  | Paul Bilhard                                                 |                                | Premiär 12 november 1910 |
| 1910 | Civilklädd In Zivil                            | Gustav Kadelburg                                             |                                | Premiär 15 november 1910 |
| 1910 | Hemgiftsjägare Ein Heirat                      | Alexander Engel och Julius Horst Översättning Axel Wijkander |                                | Premiär 19 november 1910 Tollie Zellman, Otto Hagert, Fritz Strandberg, Erika Törnberg, Edith Wallén, Ingeborg Arvidsson, Sigurd Wallén, Elof Liljeholm, Bertil Junggren 12 föreställningar |
| 1910 | Yon Yonson                                     | Algot Sandberg                                               |                                | Premiär 1 december 1910 Tollie Zellman, Erika Törnberg, Sigurd Wallén, Sigrid Sörensen, Bertil Junggren 48 föreställningar |
| 1911 | Här ska valsas, revy                           | Oscar Hemberg, Otto Hellkvist                                |                                | Premiär 1 januari 1911 Sigurd Wallén, Eugen Nilsson, Otto Hagert, Tollie Zellman, Erika Törnberg, Edith Wallén 148 föreställningar |
| 1911 | Simson och Delilia                             |                                                              |                                | Premiär 13 april 1911 Högskolespex |
| 1911 | Ljusets riddarvakt                             | Ture Nerman och Einar Norlén                                 |                                | Premiär 26 augusti 1911 |
| 1911 | Elden är lös Gennem Ild og Vand                | Christian Hjorth-Clausen och Axel Thiess                     |                                | Premiär 20 september 1911 |
| 1911 | Skandalen                                      | William Cronholm                                             |                                | Premiär 7 oktober 1911 |
| 1911 | Gamlemors pojkar                               | K.G. Ossiannilsson                                           |                                | Premiär 7 oktober 1911 Sigurd Wallén, Erika Törnberg, Maria Sjöberg, Tollie Zellman |
| 1911 | Julklappen                                     | Walter Christmas                                             |                                | Premiär 13 oktober 1911 Sigrid Sörensen, Maria Sjöberg, Hjördis Lindeberg, John Erik Strandman, Fritz Strandberg, Eugen Nilsson, Signe Nilsson, Tollie Zellman, Edith Wallén, Ingeborg Nilsson |
| 1911 | Papageno                                       | Rudolf Kneissl                                               |                                | Premiär 4 november 1911 Fritz Strandberg, Sigurd Wallén, Eugen Nilsson, Tollie Zellman, Maria Sjöberg, Nils Tillberg |
| 1911 | 33.333                                         | Algot Sandberg                                               |                                | Premiär 18 november 1911 Tollie Zellman, Erika Törnberg, Maria Sjöberg, Ingeborg Nilsson, Fritz Strandberg, Sigurd Wallén, Eugen Nilsson, Otto Hagert 162 föreställningar |
| 1912 | Recept mot svärmödrar                          |                                                              |                                | Premiär 1 januari 1912 |
| 1912 | Kyssta Suss-Anna, revy                         |                                                              |                                | Premiär 1 januari 1912 |
| 1912 | Hemsöborna                                     | August Strindberg                                            |                                | Premiär 1 januari 1912 |
| 1912 | I köket                                        |                                                              |                                | Premiär 21 januari 1912 |
| 1912 | Ostindiska kompaniet eller Vad ni vill?, revy  | Oscar Hemberg, Otto Hellkvist                                |                                | Premiär 9 april 1912 Sigurd Wallén, Tollie Zellman, Eugen Nilsson, John Erik Strandman |
| 1912 | Här ska valsas, revy                           | Oscar Hemberg, Otto Hellkvist                                |                                | Premiär 18 maj 1912 |
| 1912 | 33.333                                         | Algot Sandberg                                               |                                | Premiär 23 oktober 1912 |
| 1912 | Yon Yonson                                     | Algot Sandberg                                               |                                | Premiär 1 september 1912 |
| 1912 | Knattings helsickefärd                         |                                                              |                                | Premiär 12 oktober 1912 |
| 1912 | Skeppargatan 40                                | Algot Sandberg                                               |                                | Premiär 15 oktober 1912 |
| 1912 | Lasse-Maja                                     | Algot Sandberg                                               |                                | Premiär 26 oktober 1912 |
| 1912 | Svärfar                                        | Gustaf af Geijerstam                                         |                                | Premiär 19 november 1912 |
| 1912 | Segerhuvan                                     | Algot Sandberg                                               |                                | Premiär 30 november 1912 |
| 1912 | Mobiliseringstider                             | Gustav von Moser                                             |                                | Premiär 14 december 1912 |
| 1913 | Margot                                         | Gunnar Brunius                                               |                                | Premiär 1 januari 1913 |
| 1913 | Konung för en natt, revy                       | Harald Leipziger                                             |                                | Premiär 1 januari 1913 |
| 1913 | Fiskartröjan                                   | Fredrik Nycander                                             | Fredrik Nycander               | Premiär 5 mars 1913 |
| 1913 | Egna torvan                                    | Felix Körling                                                |                                | Premiär 15 mars 1913 |
| 1913 | Snaran The dupe                                | Gerald Biss                                                  |                                | Premiär 5 april 1913 |
| 1913 | Rävsaxen                                       | Konrad Gunnarsson                                            |                                | Premiär 12 april 1913 |
| 1913 | Festprissar                                    | Harald Leipziger                                             |                                | Premiär 27 april 1913 |
| 1913 | Hem, kära hem                                  | Algot Sandberg                                               |                                | Premiär 30 augusti 1913 |
| 1913 | Smärtfri behandling                            | Axel Engdahl                                                 |                                | Premiär 4 oktober 1913 |
| 1913 | 5.30-tåget                                     | Karl Löfström och Erik Karlholm                              |                                | Premiär 4 oktober 1913 |
| 1913 | Skråköping i Stockholm                         | Harald Leipziger                                             |                                | Premiär 29 november 1913 |
| 1913 | Sommarliv på Djurgården                        | Frans Hedberg                                                |                                | Premiär 13 december 1913 |
| 1914 | Universalpalatset, revy                        | Erik Edsberg                                                 |                                | Premiär 1 januari 1914 Scenografi Carl Grabow |
| 1914 | Yon Yonson                                     | Algot Sandberg                                               |                                | Premiär 4 januari 1914 |
| 1914 | 33.333                                         | Algot Sandberg                                               |                                | Premiär 18 januari 1914 |
| 1914 | Janssons frestelse                             | Sigurd Wallén                                                |                                | Premiär 31 januari 1914 |
| 1914 | Inspektorn på Siltala                          | Hjalmar Procopé                                              |                                | Premiär 3 maj 1914 |
| 1914 | Herr Dardanell och hans upptåg på landet       | August Blanche                                               |                                | Premiär 29 augusti 1914 Fredrik Hedlund, Tollie Zellman, Gucken Cederborg, Ingeborg Ståhl |
| 1914 | Värmlänningarna                                | Fredrik August Dahlgren                                      |                                | Premiär 3 oktober 1914 |
| 1914 | Pojkarna på Storholmen                         | Sigurd Wallén                                                |                                | Premiär 9 oktober 1914 Sigurd Wallén, Fanny Strömberg, Ingeborg Nilsson, Sigrid Blom, Eugen Nilsson, Johnny Björkman, Fredrik Hedlund, Gucken Cederborg, Elof Liljeholm, Tollie Zellman |
| 1914 | Dagen efter                                    | Axel Breidahl                                                |                                | Premiär 24 oktober 1914 Sigurd Wallén, Tollie Zellman, Fritz Strandberg, Fanny Strömberg, Fredrik Hedlund, Eugen Nilsson, Elof Liljeholm, Johnny Björkman, Gucken Cederborg, Agda Helin |
| 1914 | Diamantstölden                                 | Otto Witt                                                    |                                | Premiär 7 november 1914 Fredrik Hedlund, Gucken Cederborg, Tollie Zellman, Sigurd Wallén, John Blom, Johnny Björkman, Eugen Nilsson, Robert Ryberg, Fritz Strandberg, Ingeborg Ståhl |
| 1914 | En kaféflicka                                  | Björn Hodell                                                 |                                | Premiär 21 november 1914 Sigrid Blom, Gucken Cederborg, Fanny Strömberg, Ingeborg Ståhl, Edith Wallén, Tollie Zellman, Johnny Björkman, Eugen Nilsson, Robert Ryberg, Fritz Strandberg, Sigurd Wallén |
| 1914 | Andersson, Pettersson och Lundström            | Frans Hodell                                                 |                                | Premiär 26 december 1914 Fredrik Hedlund, Eugen Nilsson, Sigurd Wallén |
| 1915 | Fröken Tralala Fräulein Tralala                | Jean Gilbert, Georg Okonkowski och Leo Leipziger             |                                | Premiär 16 januari 1915 Anna-Lisa Lindzén, Fredrik Hedlund, Eugen Nilsson, Tollie Zellman, Sigurd Wallén, Ingeborg Ståhl |
| 1915 | Silverasken The Silver Box                     | John Galsworthy                                              |                                | Premiär 16 april 1915 Fredrik Hedlund, Gucken Cederborg, Johnny Björkman, Tollie Zellman, Eugen Nilsson, Sigurd Wallén, Sigrid Sörensen, Elof Liljeholm, John Blom, Edith Wallén, Fritz Strandberg, Gunnar Lindgren, Robert Ryberg, Knut Pehrson                                                                                 |
| 1915 | En födelsedag på gäldstugan                    | August Blanche                                               |                                | Premiär 1 maj 1915 Fredrik Hedlund |
| 1915 | Kring kvinnan                                  |                                                              |                                | Premiär 8 maj 1915 Tollie Zellman, Johnny Björkman, Eugen Nilsson, Sigurd Wallén, Fritz Strandberg, Gucken Cederborg, Ingeborg Ståhl, Ingeborg Nilsson, Robert Ryberg, John Blom |
| 1915 | Kvarnen vid storgården                         | Paul Hallström                                               |                                | Premiär 28 augusti 1915 Paul Hallström, Sigurd Wallén, Eugen Nilsson, Elof Liljeholm, John Blom, Eric Zetterman, Johnny Björkman, Robert Ryberg, Gucken Cederborg, Edith Wallén, Ingeborg Nilsson, Sigrid Blom, Elsa Ebbesen, Tollie Zellman                                                                                     |
| 1915 | Lika barn leka bäst                            | Sigurd Wallén                                                |                                | Premiär 15 september 1915 Ingeborg Ståhl, Edith Wallén, Sigrid Blom, Tollie Zellman, Sigurd Wallén, Eugen Nilsson, Fritz Strandberg, Robert Ryberg, Johnny Björkman, Eric Zetterman, Greta Strandberg |
| 1915 | Tattar-Ingrid                                  | Algot Sandberg                                               | Algot Sandberg                 | Premiär 9 oktober 1915 Tollie Zellman, Ingeborg Nilsson, Ingeborg Ståhl, Edith Wallén, Elsa Ebbesen, John Blom, Paul Hallström, Eugen Nilsson, Robert Ryberg, Sigurd Wallén |
| 1915 | I mobiliseringstider                           | Gustav von Moser                                             |                                | Premiär 23 oktober 1915 Tollie Zellman, Eugen Nilsson |
| 1915 | Hattmakarens bal                               | Selfrid Kinmanson                                            |                                | Premiär 5 november 1915 Sigurd Wallén, Fritz Strandberg, John Blom, Eric Zetterman, Elof Liljeholm, Paul Hallström, Gucken Cederborg, Ingeborg Ståhl, Edith Wallén, Ingeborg Nilsson, Elsa Ebbesen |
| 1915 | Skyldig eller oskyldig Skyldig eller uskyldig? | Julius Magnussen                                             |                                | Premiär 9 december 1915 Sigurd Wallén, Fritz Strandberg, Paul Hallström, Ingeborg Ståhl, Tollie Zellman |
| 1916 | Här jobbas, revy                               | Otton                                                        | Sigurd Wallén                  | Premiär 1 januari 1916 Edith Wallén, Elof Liljeholm, Sigurd Wallén, Paul Hallström, Gucken Cederborg, Robert Ryberg, Ingeborg Ståhl, Eugen Nilsson, Tollie Zellman |
| 1916 | Frun av stånd och frun i ståndet               | Frans Hedberg                                                |                                | Premiär 7 april 1916 Fanny Strömberg, Gucken Cederborg, Ingeborg Ståhl, Sigrid Blom, Elsa Ebbesen, Greta Strandberg, Fritz Strandberg, Eugen Nilsson, Robert Ryberg, John Blom, Johnny Björkman, Eric Zetterman, Paul Hallström                                                                                                  |
| 1916 | Yon Yonson                                     | Algot Sandberg                                               |                                | Premiär 28 april 1916 Sigurd Wallén, Tollie Zellman, Eugen Nilsson |
| 1916 | Flickorna från Askersund, revy                 | Axel Engdahl                                                 |                                | Premiär 1 maj 1916 Axel Engdahl, Elna Panduro, Zara Backman, Victor Thorén Gästspel av Folkteatern, Göteborg |
| 1916 | Rospiggarna                                    | Frans Hedberg                                                |                                | Premiär 1 september 1916 |
| 1916 | Broder Svensson                                | Sigurd Wallén                                                | Sigurd Wallén                  | Premiär 16 september 1916 |
| 1916 | Flickorna Blom Hasemans Töchter                | Adolf L'Arronge                                              |                                | Premiär 4 oktober 1916 |
| 1916 | Anna-Stina i Stockholm                         | Frans Hedberg                                                |                                | Premiär 14 oktober 1916 |
| 1916 | Bock-Anders Ersson och hans pojke              | Paul Hallström                                               | Paul Hallström                 | Premiär 11 november 1916 |
| 1917 | Heja, heja, heja, revy                         | Otton                                                        | Sigurd Wallén                  | Premiär 1 januari 1917 |
| 1917 | Borgmästaren                                   | Oscar Wennersten                                             |                                | Premiär 31 mars 1917 |
| 1917 | Dualism Ett narrspel Johanssons moral          | Paul Hallström                                               | Paul Hallström                 | Premiär 20 april 1917 |
| 1917 | Svärmor kommer Pasto Jussilainen               | Gustaf von Numers                                            |                                | Premiär 30 april 1917 |
| 1917 | Atlanten vid Kristinehamn, revy                | Axel Engdahl                                                 |                                | Premiär 1 maj 1917 Erik Berglund, Dagmar Ebbesen, Zara Backman, Maja Cassel, Robert Bohman, John Erik Strandman, Gösta Björkman, Victor Thorén, Erik Zetterman, Carl Hagman, Ricken Rölling, Felix Bachman, Ebba Peréus-Christiernsson, Helge Kihlberg Scenografi Jens Andresen Överflyttad från Folkteatern, Göteborg           |
| 1917 | Fröken Tralala                                 | Jean Gilbert, Georg Okonkowski och Leo Leipziger             |                                | Premiär 1 september 1917 |
| 1917 | Karlssons inackordering                        | Wallerdt                                                     |                                | Premiär 15 september 1917 |
| 1917 | Turkiska Pettersson, revy                      | Stockholmare (pseudonym)                                     | Sigurd Wallén                  | Premiär 6 oktober 1917 |
| 1917 | Vetebröd och rågbröd Ehrliche Arbeit           | Heinrich Wilken och Oskar Justinus Cohn                      |                                | Premiär 6 december 1917 |
| 1918 | Lyckans gulascher, revy                        | Otton                                                        |                                | Premiär 1 januari 1918 |
| 1918 | Göteborgssystemet U.P.A., revy                 | Axel Engdahl                                                 |                                | Premiär 1 maj 1918 |
| 1918 | X 777 å så... å de, revy                       | Karl-Ewert                                                   | Erik Petschler                 | Premiär 1 juni 1918 Scenografi Manne Hallengren |
| 1918 | Krig i fred Krieg im Frieden                   | Gustav von Moser och Franz von Schönthan                     |                                | Premiär 31 augusti 1918 |
| 1918 | U.S.A. Sven Svensson                           | Oscar Wennersten                                             |                                | Premiär 21 september 1918 |
| 1918 | Vem var hon                                    | Paul Hallström                                               |                                | Premiär 18 oktober 1918 |
| 1918 | Perpetuum mobile Das Perpetuum mobile          | Magda Trott                                                  |                                | Premiär 2 november 1918 |
| 1918 | Herr Dardanell och hans upptåg på landet       | August Blanche                                               |                                | Premiär 30 november 1918 |
| 1919 | Efraims döttrar, revy                          | Otton                                                        |                                | Premiär 1 januari 1919 |
| 1919 | Sportidioten                                   |                                                              |                                | Premiär 8 mars 1919 |
| 1919 | Pappa opp i dagen                              | Alexander Engel och Julius Holst                             |                                | Premiär 29 mars 1919 |
| 1919 | Kaos eller Ta't lätt, revy                     | Axel Engdahl                                                 |                                | Premiär 1 maj 1919 Svea Textorius, Dagmar Ebbesen, Ebba Christiernsson, Victor Thorén, Ludde Gentzel, John Erik Strandman, Robert Bohman, Carl Hagman Överflyttad från Folkteatern, Göteborg |
| 1919 | Chauffeur - Folkteatern, revy                  | Karl-Ewert och Karl Gerhard                                  |                                | Premiär 1 juni 1919 |
| 1919 | En flickpension Un lycée de jeunes filles      | Alexandre Bisson                                             |                                | Premiär 20 september 1919 Signhild Allum, Dagmar Ebbesen, Signe Lundberg-Settergren, Sonja Crampelle, Fredrik Hedlund, Josef Fischer, Ernst Brunman, Eric Zetterman |
| 1919 | Mannen utan minne Der Mann ohne Vergangenheit  | Bruno Decker och Robert Pohl                                 | Otto Malmberg                  | Premiär 1 november 1919 Ann-Sofi Norin, Signhild Allum, Ingeborg Strandin, Lilian Rössel, Dagmar Ebbesen, Signe Lundberg-Settergren, Fredrik Hedlund, Eric Zetterman, Ernst Brunman, Josef Fischer, Carl Ericson, Nils Ekstam, Carl-Gunnar Wingård Koreografi Helge Kihlberg, Scenografi Carl Grabow                             |
| 1919 | Bröderna Östermans huskors                     | Oscar Wennersten                                             |                                | Premiär 28 november 1919 Dagmar Ebbesen, Ernst Brunman, Carl Ericson, Carl-Gunnar Wingård |
| 1920 | Krasch, revy                                   | Karl-Ewert och Karl Gerhard                                  | Ernst Brunman                  | Premiär 1 januari 1920 Dagmar Ebbesen, Lilian Rössel, Ann-Sofi Norin, Carl-Gunnar Wingård, Fredrik Hedlund, Nils Ekstam, Josef Fischer, Agnes Thomé Scenografi Olle Nordmark |
| 1920 | Indianer och vita                              | Axel Berggren                                                |                                | Premiär 6 mars 1920 |
| 1920 | Clara från Narvavägen                          | Björn Hodell                                                 | Ernst Brunman                  | Premiär 20 mars 1920 Elsa Ebbesen, Fredrik Hedlund, Josef Fischer, Carl-Gunnar Wingård, Nils Ekstam, Ingeborg Strandin, Dagmar Ebbesen |
| 1920 | Kokottskolan L'ecole des cocottes              | Paul Armont och Marcel Gerbidon                              |                                | Premiär 1 maj 1920 |
| 1920 | Vassego - de e serverat, revy                  | Karl-Ewert och Karl Gerhard                                  |                                | Premiär 1 juni 1920 |
| 1920 | Hennes lilla majestät                          | Paul Lanzinger                                               |                                | Premiär 3 september 1920 Mary Johnson, Svea Peters, Dagmar Ebbesen, Nils Ekstam, Fritz Strandberg, Theodor Berthels, Carl Ericson, Eric Gustafson |
| 1920 | Barken Margareta Barken Margrethe af Danmark   | Christian Bogø och J. Ravn-Jensen                            |                                | Premiär 30 oktober 1920 Ebba Christiernsson, Greta Berthels, Dagmar Ebbesen, Svea Peters, Elsa Ebbesen, Fredrik Hedlund, Hjalmar Peters, Theodor Berthels, Ragnar Örnberger, Fritz Strandberg, Carl Ericson |
| 1921 | Denna sida opp, revy                           | Karl-Ewert och Karl Gerhard                                  | Olle Nordmark                  | Premiär 1 januari 1921 Carl Ericson, Eric Lindholm, Dagmar Ebbesen, Karl-Ewert, Svea Peters, Elsa Ebbesen |
| 1921 | Hönsgården                                     | Manne Göthson                                                |                                | Premiär 9 januari 1921 Dagmar Ebbesen, Elsa Ebbesen, Greta Berthels, Theodor Berthels 8 föreställningar |
| 1921 | Kunskapens träd                                | Henning Ohlsson                                              | Hjalmar Peters                 | Premiär 6 mars 1921 |
| 1921 | Lola Die Sache mit Lola                        | Rudolf Bernauer och Rudolf Schanzer                          |                                | Premiär 15 april 1921 Eric Lindholm, Dagmar Ebbesen 5 föreställningar |
| 1921 | Kokottskolan L'ecole des cocottes              | Paul Armont och Marcel Gerbidon                              |                                | Premiär 30 april 1921 |
| 1921 | Vart ska vi annars gå, revy                    | Karl Gerhard                                                 | Olle Nordmark                  | Premiär 1 juni 1921 Karl Gerhard, Nalle Halldén, Lili Ziedner, Anna-Lisa Baude, Artur Rolén, Sigurd Wallén, Ruth Weijden, Thora Jacobson, Hildi Lindgren, Dagny Lind, Eric Abrahamsson, John Lindén, Carl Larsson Scenografi Olle Nordmark Flyttad till Mosebacketeatern                                                         |
| 1921 | Vagnmakarns frieri                             | Hjalmar Peters                                               | Hjalmar Peters                 | Premiär 1 september 1921 Carl Ericson, Dagmar Ebbesen, Ragnar Örnberger, Agda Helin, Ebba Christiernsson, Nils Ekstam, Svea Peters, Hjalmar Peters |
| 1921 | Hemslavinnor Den ny husassistent               | Christian Bogø och Axel Frische Översättning Knut Nyblom     | Hjalmar Peters                 | Premiär 24 september 1921 Fredrik Hedlund, Dagmar Ebbesen, Agda Helin, Svea Peters, Ebba Christiernsson, Greta Berthels, Carl Ericson, Theodor Berthels, Ragnar Örnberger, Nils Ekstam, Fritz Strandberg 175 föreställningar |
| 1922 | Med Folkan för fosterlandet, revy              | Karl-Ewert och G.V. Nordensvan                               | Hjalmar Peters                 | Premiär 14 januari 1922 Eric Lindholm, Lillie Ericson-Udde, Karl-Ewert, Dagmar Ebbesen, Agda Helin, Elsa Ebbesen, Ebba Christiernsson, Carl Ericson, Fritz Strandberg, Eric Gustafson, Nils Ekstam, Theodor Berthels, Ragnar Örnberger Kapellmästare Kurt Ekroth, Scenografi Henrik Stutz                                        |
| 1922 | Världskarusellen, revy                         | Axel Engdahl                                                 | Ludde Gentzel                  | Premiär 1 maj 1922 Scenografi Jens Andresen och Isaac Grünewald Gästspel av Folkteatern, Göteborg |
| 1922 | Ställ er i kön, revy                           | Karl Gerhard                                                 | Karl Gerhard                   | Premiär 1 juni 1922 |
| 1922 | Hemslavinnor Den ny husassistent               | Christian Bogø och Axel Frische                              |                                | Premiär 1 september 1922 Fredrik Hedlund, Dagmar Ebbesen, Agda Helin, Svea Peters, Ebba Christiernsson, Greta Berthels, Carl Ericson, Theodor Berthels, Ragnar Örnberger, Nils Ekstam, Fritz Strandberg 205 föreställningar |
| 1922 | Hälsingar                                      | Henning Ohlsson                                              |                                | Premiär 8 oktober 1922 |
| 1923 | Fruns båda män                                 | Félix Gandéra och André Mouézy-Éon                           | Karin Swanström                | Premiär 1 maj 1923 Karin Swanström, Vilhelm Bryde, Erik Berglund, Agda Helin 31 föreställningar |
| 1923 | Folkan förstås, revy                           | Karl Gerhard                                                 | Robert Ryberg Erik Berglund    | Premiär 1 juni 1923 |
| 1923 | Inspektorn på Siltala                          | Hjalmar Procopé                                              | Hjalmar Peters                 | Premiär 2 oktober 1923 Nils Ekstam, Agda Helin, Hjalmar Peters, Dagmar Ebbesen, Elsa Ebbesen 2 föreställningar |
| 1923 | Hemslavinnor Den ny husassistent               | Christian Bogø och Axel Frische                              |                                | Premiär 4 oktober 1923 Fredrik Hedlund, Dagmar Ebbesen, Agda Helin, Svea Peters, Ebba Christiernsson, Greta Berthels, Carl Ericson, Theodor Berthels, Ragnar Örnberger, Nils Ekstam, Fritz Strandberg 79 föreställningar |
| 1923 | Sömngångerskan She Walked In Her Sleep         | Mark Swan                                                    | Hjalmar Peters                 | Premiär 13 oktober 1923 Dagmar Ebbesen, Fredrik Hedlund, Svea Peters, Agda Helin, Greta Berthels, Ebba Christiernsson, Hjalmar Peters, Theodor Berthels, Nils Ekstam, Ragnar Örnberger 20 föreställningar |
| 1923 | Frun av stånd och frun i ståndet               | Frans Hedberg                                                |                                | Premiär 2 november 1923 Fritz Strandberg, Fanny Strömberg, Elsa Ebbesen-Thornblad, Agda Helin, Greta Berthels, Dagmar Ebbesen, Ebba Christiernsson, G. Svensson, Nils Ekstam, Theodor Berthels, Ragnar Örnberger, Carl Ericson, Axel Janse 15 föreställningar                                                                    |
| 1923 | Svärmor i klämma Svigermor                     | Alfred Aatoft                                                | Hjalmar Peters                 | Premiär 17 november 1923 Theodor Berthels, Greta Berthels, Svea Peters, Dagmar Ebbesen, Hjalmar Peters, Agda Helin, Ragnar Örnberger, Nils Ekstam, Carl Ericson, Fritz Strandberg 14 föreställningar |
| 1923 | Jazzflugan                                     | Sven Rune                                                    | Hjalmar Peters                 | Premiär 1 december 1923 Fritz Strandberg, Svea Peters, Dagmar Ebbesen, Nils Ekstam, Theodor Berthels, Greta Berthels, Ragnar Örnberger, Ebba Christiernsson, Carl Ericson, Agda Helin, Valborg Svensson, Axel Janse 9 föreställningar                                                                                            |
| 1924 | En gång om året Die tolle Lola                 | Hugo Hirsch och Arthur Rebner                                | Carl Barcklind                 | Premiär 1 januari 1924 Agda Helin, Carl Barcklind, Greta Berthels, Fredrik Hedlund, Dagmar Ebbesen, Ragnar Örnberger, Yngwe Nyquist, Theodor Berthels, Greta Strandberg, Carl Ericson, Valborg Svensson Scenografi Olle Nordmark 52 föreställningar                                                                              |
| 1924 | Högsta vinsten                                 | Hjalmar Peters                                               | Hjalmar Peters                 | Premiär 23 februari 1924 Theodor Berthels, Hjalmar Peters, Svea Peters, Greta Strandberg, Greta Berthels, Maja Jarlström, Fritz Strandberg, Valborg Svensson, Ragnar Örnberger, Nils Ekstam, Agda Helin, Dagmar Ebbesen, Carl Ericson, Axel Janse, Algot Persson                                                                 |
| 1924 | Onkel Jonathan Mein Vetter Eduard              | Fritz Friedmann-Frederich och Ralph Arthur Roberts           | Carl Barcklind                 | Premiär 15 mars 1924 |
| 1924 | Hennes lilla majestät                          | Paul Lanzinger                                               | Hjalmar Peters                 | Premiär 21 april 1924 |
| 1924 | Madame Tapins män                              | Gaston Gabaroche, Albert Valsien och René Mercier            | Oscar Holst                    | Premiär 1 maj 1924 Gästspel från Apolloteatret, Köpenhamn |
| 1924 | Säg det med blommor, revy                      | Karl Gerhard                                                 | Olle Nordmark                  | Premiär 1 juni 1924 |
| 1924 | Spritsmugglaren                                | Axel Breidahl och Axel Frische                               | Robert Ryberg                  | Premiär 27 september 1924 |
| 1924 | Inga vänner i spel                             | Paul Grosser                                                 | Robert Ryberg                  | Premiär 25 oktober 1924 |
| 1924 | Hemslavinnor Den ny husassistent               | Christian Bogø och Axel Frische                              |                                | Premiär 26 december 1924 |
| 1925 | Ett, tu, tre, revy                             | Guido Valentin och Berco                                     | Robert Ryberg                  | Premiär 1 januari 1925 Scenografi Carl Grabow |
| 1925 | Flickorna Gyurkovics                           | Ferenc Herczeg                                               |                                | Premiär 7 mars 1925 |
| 1925 | Allt i gala - första upplagan, revy            | Karl Gerhard                                                 | Karl Gerhard Valdemar Dalquist | Premiär 20 maj 1925 Scenografi John Jon-And |
| 1925 | Jenny Lind                                     | Edvin Ziedner                                                | Per Lindberg                   | Premiär 3 oktober 1925 Scenografi Yngve Lundström |
| 1926 | Allt i gala - andra upplagan, revy             | Karl Gerhard                                                 | Karl Gerhard Valdemar Dalquist | Premiär 1 januari 1926 |
| 1926 | Lots i bränningar                              | Ernst Fastbom                                                | Yngve Nyqvist                  | Premiär 14 februari 1926 |
| 1926 | Vackra Emma                                    | Arthur Fischer                                               | Arthur Fischer                 | Premiär 6 mars 1926 |
| 1926 | Hustyrannen                                    | Toni Impekoven och Carl Mathem Bearbetning Algot Sandberg    | Carl Deurell                   | Premiär 20 mars 1926 |
| 1926 | Du gamla, du fria, revy                        | Karl Gerhard                                                 | Karl Gerhard Valdemar Dalquist | Premiär 11 maj 1926 Scenografi John Jon-And |
| 1926 | Mussolini                                      | Jens Locher                                                  | Sigurd Wallén                  | Premiär 1 september 1926 Sigurd Wallén, Dagmar Ebbesen, Ernst Fastbom, Signe Törnquist, Dagmar Gille 16 föreställningar |
| 1926 | Carnegiehjälten Der kühne Schwimmer            | Franz Arnold och Ernst Bach                                  | Sigurd Wallén                  | Premiär 18 september 1926 |
| 1926 | Ebberöds bank Ebberød Bank                     | Axel Breidahl och Axel Frische                               | Sigurd Wallén                  | Premiär 16 oktober 1926 |
| 1926 | Lurifaxar                                      | Ernst Fastbom                                                | Ernst Fastbom                  | Premiär 20 november 1926 |
| 1927 | Drottningen av Pelagonien                      | Henning Ohlsson                                              | Sigurd Wallén                  | Premiär 1 januari 1927 Scenografi John Jon-And |
| 1927 | Skräddar Wibbel Schneider Wibbel               | Hans Müller-Schlösser                                        | Sigurd Wallén                  | Premiär 5 februari 1927 Sigurd Wallén, Dagmar Ebbesen, Signe Lundberg-Settergren, Georg Skarstedt, Ernst Fastbom, Valdemar Bentzen, Fritz Strandberg, Signe Törnquist, Nils Jacobsson, Hugo Tranberg, Edla Rothgardt 7 föreställningar                                                                                           |
| 1927 | Hustyrannen                                    | Toni Impekoven och Carl Mathem Bearbetning Algot Sandberg    | Carl Deurell                   | Premiär 12 februari 1927 |
| 1927 | Revyprimadonnan Die vertagte Nacht             | Svasse Bergqvist Efter Franz Arnold och Ernst Bach           | Sigurd Wallén                  | Premiär 5 mars 1927 Sigurd Wallén, Dagmar Ebbesen, Märta Hylander, Signe Törnquist, Georg Skarstedt, Georg Funkquist, Dagmar Gille, Edla Rothgardt, Nils Jacobsson, Signe Lundberg-Settergren, Harriette Fastbom |
| 1927 | Stockholms blodbad, revy                       | Karl Gerhard                                                 |                                | Premiär 1 juni 1927 Scenografi John Jon-And |
| 1927 | Drottning Helena Die Königin                   | Oscar Straus, Ernst Marischka, Bruno Granichstaedten         | Naima Wifstrand                | Premiär 30 september 1927 Naima Wifstrand, Karl-Magnus Thulstrup, Nils Jacobsson, Valdemar Dalquist, Karen Rasmussen, Axel Lagerberg, Eric Abrahamsson, Herbert Möllersten, Karl-Olov Lund, Folke Pilo, Nils Leander, Carl-Gunnar Wingård, Eric Abrahamsson, Algot Persson Kapellmästare Jules Sylvain, Scenografi Manne Runsten |
| 1927 | Trötte Teodor Der müde Teodor                  | Max Neal och Max Ferner                                      | Einar Fröberg                  | Premiär 12 november 1927 |
| 1927 | Hin och smålänningen                           | Frans Hedberg                                                | Einar Fröberg                  | Premiär 11 december 1927 Scenografi Alexander Bako |
| 1928 | Sol ute, sol inne, revy                        | Erik Lindorm och Valdemar Dalquist                           | Valdemar Dalquist              | Premiär 1 januari 1928 |
| 1928 | Snobben Der Snob                               | Carl Sternheim                                               | Gunnar Tolnæs                  | Premiär 7 april 1928 |
| 1928 | Vi jubilera, hans majestät och jag, revy       | Karl Gerhard                                                 |                                | Premiär 10 maj 1928 Scenografi John Jon-And |
| 1928 | Trötte Teodor Der müde Teodor                  | Max Neal och Max Ferner                                      | Einar Fröberg                  | Premiär 23 september 1928 |
| 1928 | Bland bålde riddersmän When knights were bold  | Harriett Jay                                                 | Einar Fröberg                  | Premiär 20 oktober 1928 |
| 1928 | Gamle Adam Der wahre Jacob                     | Franz Arnold och Ernst Bach                                  | Einar Fröberg                  | Premiär 17 november 1928 |
| 1929 | Lite gladare om jag får be, revy               | Karl-Ewert och Valdemar Dalquist                             | Valdemar Dalquist              | Premiär 17 november 1929 Scenografi John Jon-And |
| 1929 | Dubbelexponering Double Exposure               | Avery Hopwood                                                |                                | Premiär 17 november 1929 |
| 1929 | Stockholm–Motala, revy                         | Karl-Ewert, Svasse Bergqvist och Kar de Mumma                |                                | Premiär 30 maj 1929 Karl-Ewert, Dagmar Ebbesen, Sigurd Wallén, Gustaf Lövås, Maritta Marke, Jean de Lande, Nita Hårleman, Hilmer Borgeling, Artur Rolén 114 föreställningar |
| 1929 | Röda dagen                                     | Erik Lindorm                                                 | Sigurd Wallén                  | Premiär 17 november 1929 |
| 1930 | Det glada Stockholm, revy                      | Karl-Ewert och Kar de Mumma                                  | Sigurd Wallén                  | Premiär 1 januari 1930 Scenografi Einar Norelius |
| 1930 | Karl-Gerhards nybygge, revy                    | Karl-Gerhard                                                 |                                | Premiär 21 mars 1930 Scenografi John Jon-And |
| 1930 | Krasch                                         | Erik Lindorm                                                 | Sigurd Wallén                  | Premiär 10 juli 1930 Sigurd Wallén, Doris Nelson, Artur Cederborgh, Dagmar Ebbesen, Maritta Marke, Bengt Djurberg, Sune Holmqvist, Georg Skarstedt, Eric Abrahamsson, Carl Deurell, Richard Lindström, Robert Ryberg, Hugo Bolander, Disa Gillis, Svea Bergstedt, Annie Thorén, Hildur Lindholm, Herbert Möllersten              |
| 1930 | Röda dagen                                     | Erik Lindorm                                                 | Sigurd Wallén                  | Premiär 12 oktober 1930 |
| 1930 | Lilla pappa                                    | Armin Friedmann och Fritz Lunzer                             | Sigurd Wallén                  | Premiär 22 november 1930 |
| 1931 | Sensation                                      | Erik Lindorm                                                 | Sigurd Wallén                  | Premiär 1 januari 1931 |
| 1931 | Konto X                                        | Rudolf Bernauer och Rudolf Österreicher                      | Sigurd Wallén                  | Premiär 28 februari 1931 |
| 1931 | Chicago On the spot                            | Edgar Wallace                                                | Harry Roeck-Hansen             | Premiär 28 mars 1931 |
| 1931 | No no, Nanette                                 | Vincent Youmans, Irving Caesar och Otto Harbach              | Ernst Nixon Sigurd Wallén      | Premiär 15 maj 1931 |
| 1931 | Trötte Teodor Der müde Teodor                  | Max Neal och Max Ferner                                      | Einar Fröberg                  | Premiär 4 juli 1931 Valdemar Dalquist, Dagmar Ebbesen, Adolf Jahr, Disa Gillis, Märta Dorff, Nils Ericson, Eric Gustafsson 50 föreställningar |
| 1931 | 33.333                                         | Algot Sandberg                                               | Sigurd Wallén                  | Premiär 28 augusti 1931 Sigurd Wallén, Dagmar Ebbesen, Eugen Nilsson, Märta Dorff, Carl Ericson, Eric Abrahamsson 19 föreställningar |
| 1931 | Blockad                                        | Erik Lindorm                                                 | Sigurd Wallén                  | Premiär 18 september 1931 |
| 1931 | Ebberöds bank Ebberød bank                     | Axel Breidahl och Axel Frische                               | Sigurd Wallén                  | Premiär 28 november 1931 |

### Albert Ranftsregim (1932)
| År   | Produktion                              | Upphovsmän                      | Regi         | Noter |
| ---- | --------------------------------------- | ------------------------------- | ------------ | --- |
| 1932 | Borgmästarinnan La presidente           | Maurice Hennequin               |              | Premiär 1 januari 1932 Albert Ranft, Ebba Gard, Bror Olsson, Dagmar Ebbesen, Edith Wallén |
| 1932 | Tjuvar och hedersmän Turn to the Right! | Winchell Smith                  | Oscar Lund   | Premiär 16 januari 1932 Nils Ekstam, Dagmar Ebbesen, Disa Gillis, Karin Granberg, Axel Bergman, Märta Dorff, Algot Persson, Nils Hultgren, Ragnar Falck, Nils Ranft, Richard Lindström, Erland Colliander, Georg Fernquist |
| 1932 | Onsdagsflickan Peter den store          | Paul Sarauw                     | Albert Ranft | Premiär 12 februari 1932 Dagmar Ebbesen, Nils Ekstam, Nils Ranft, Märta Dorff, Axel Bergman, Richard Lindström, Albert Ranft, Nils Hultgren, Algot Persson, Edith Wallén, Ragnar Falck, Disa Gillis                        |
| 1932 | Hemslavinnor Den ny Husassistent        | Christian Bogø och Axel Frische |              | Premiär 24 februari 1932 Dagmar Ebbesen, Albert Ranft, Märta Dorff, Nils Ekstam, Disa Gillis |

### Oscar Lundsregim (1932)
| År   | Produktion                | Upphovsmän                      | Regi       | Noter |
| ---- | ------------------------- | ------------------------------- | ---------- | --- |
| 1932 | Balettkärlek              | William Grew                    | Oscar Lund | Premiär 3 april 1932 |
| 1932 | Boxare Is Zat So?         | James Gleason och Richard Taber | Oscar Lund | Premiär 19 april 1932 Harry Ahlin, Ragnar Falck, Wictor Hagman, Karin Granberg, Svea Holst, Richard Lindström, Disa Gillis, Astrid Lindgren, Robert Ryberg, Gösta Lycke, Martin Tancred, Ruth Weijden, Gustaf Malmgren |
| 1932 | Syndare i sommarsol, revy | Karl-Ewert och Svasse Bergqvist | Oscar Lund | Premiär 25 maj 1932 Scenografi Harald Garmland och Moje Åslund |

### Robert RybergochGustaf Malmgrensregim (1932)
| År   | Produktion                          | Upphovsmän                                                              | Regi          | Noter |
| ---- | ----------------------------------- | ----------------------------------------------------------------------- | ------------- | --- |
| 1932 | Pengar på banken Tanz der millionen | Fritz Löhner-Beda och Klemells Weitz-Clewe Översättning Gustaf Malmgren | Erik Berglund | Premiär 17 september 1932 Richard Lindström, Olle Hilding, Folke Waldner, Knut Stengård, Gösta Cederlund, Nils Hultgren, Wictor Hagman, Mona Mårtenson, Erik Berglund, Robert Ryberg, Gustaf Malmgren, Margareta Bergman, Algot Persson, Folke Pilo 27 föreställningar |
| 1932 | Svensson                            | Gustaf H. Lundberg                                                      | Erik Berglund | Premiär 8 oktober 1932 Arthur Cederborgh, Eva Sachtleben, Mona Mårtenson, Folke Walder, Anders Frithiof, Agda Helin, Knut Stengård, Margareta Bergman, Olle Hilding, Jullan Jonsson 13 föreställningar                                                                 |

## Gösta EkmansFolkteater
| År   | Produktion                                  | Upphovsmän                      | Regi             | Noter |
| ---- | ------------------------------------------- | ------------------------------- | ---------------- | --- |
| 1932 | Adam och Evorna Don Juan                    | Sigurd Hoel och Helge Krog      | Gösta Ekman      | Premiär 5 november 1932 Valdemar Dalquist, Stig Järrel, Tollie Zellman, Marianne Löfgren, Carl Ström, Vera Schmiterlöw, Ingrid Sandahl, Mona Mårtenson, Sture Lagerwall, Olof Widgren, Olle Hilding, Erik Lundberg, Algot Persson, Gunnar Olsson |
| 1932 | I de bästa familjer In the Best of Families | Anita Hart och Maurice Braddell | Gösta Ekman      | Premiär 19 november 1932 Marianne Löfgren, Stig Järrel, Tollie Zellman, Carl Ström, Lili Ziedner, Valdemar Dalquist, Sture Lagerwall, Gunnel Olsson, Vera Schmiterlöw, Olof Widgren, Hasse Ekman, Mona Mårtenson, Hjördis Petterson              |
| 1933 | Domaredansen                                | Erik Lindorm                    | Per-Axel Branner | Premiär 1 januari 1933 Tollie Zellman, Hugo Björne, Valdemar Dalquist, Nils Wahlbom, Carl Ström, Gösta Ekman, Hjördis Petterson |
| 1933 | Charleys tant Charley's Aunt                | Brandon Thomas                  |                  | Premiär 4 februari 1933 Elis Ellis |

## Folkteatern
| År   | Produktion                          | Upphovsmän                          | Regi              | Noter |
| ---- | ----------------------------------- | ----------------------------------- | ----------------- | --- |
| 1933 | Luftexpressen                       | Alexander Lestyan och János Vaszary | Valdemar Dalquist | Premiär 25 februari 1933 Nils Ohlin, Valdemar Dalquist, Isa Quensel, Olav Riégo, Doris Nelson, Olle Hilding |
| 1933 | Oss greker emellan, revy            | Karl Gerhard                        |                   | Premiär 10 maj 1933 Karl Gerhard, Zarah Leander, Carl Hagman, Eric Abrahamsson, Eric Gustafson, Emy Hagman, Peggy Lindberg, Benkt-Åke Benktsson, Britta Brunius, Gustav Wally, Nils Bagge Kapellmästare Gösta Alenius, Koreografi Holger Bjerre, Scenografi Gustaf Carlström 118 föreställningar |
| 1933 | Sverige är räddat                   | Erik Lindorm                        | Sigurd Wallén     | Premiär 15 september 1933 |
| 1933 | Lyckligt skild                      | Gösta Stevens                       |                   | Premiär 13 oktober 1933 |
| 1933 | En kvinna med flax                  | Brita von Horn                      | Per-Axel Branner  | Premiär 11 november 1933 Scenografi Moje Åslund |
| 1934 | Tio minuters alibi Ten minute alibi | Anthony Armstrong                   | Erik Malmberg     | Premiär 5 januari 1934 Scenografi Moje Åslund |
| 1934 | Hjulet                              | Tua Ström                           | Adèle Crimaurt    | Premiär 26 mars 1934 Amatörteater |
| 1934 | Trötte Teodor Der müde Teodor       | Max Neal och Max Ferner             | Einar Fröberg     | Premiär 10 april 1934 |
| 1934 | Kokottskolan L'ecole des cocottes   | Paul Armont och Marcel Gerbidon     | Karl Gerhard      | Premiär 27 april 1934 Karl Gerhard, Ernst Brunman, Benkt-Åke Benktsson, Gustav Wally, Zarah Leander, Emy Hagman, Peggy Lindberg, Gerd Johansen, Karen Scheutz, Gösta Larsson Scenografi Birgit Afzelius-Wärnlöf                                                                                  |
| 1934 | Mitt vänliga fönster, revy          | Karl Gerhard                        | Karl Gerhard      | Premiär 20 juni 1934 Karl Gerhard, Zarah Leander, Carl Hagman, Emy Hagman Eric Abrahamsson, Gustav Wally, Benkt-Åke Benktsson, Eric Gustafson, Peggy Lindberg, Wiktor ”Kulörten” Andersson, Karen Scheutz, Argot Sverre Scenografi Gustaf Carlström 95 föreställningar                           |

## Folkan
| År   | Produktion                                                   | Upphovsmän                                        | Regi                                              | Noter |
| ---- | ------------------------------------------------------------ | ------------------------------------------------- | ------------------------------------------------- | --- |
| 1936 | Köpmännen i Nordens Venedig, revy                            | Karl Gerhard                                      | Gösta Stevens                                     | Premiär 1 januari 1936 Scenografi Isaac Grünewald 106 föreställningar |
| 1936 | Tingel-tangel, revy                                          | Karl Gerhard                                      |                                                   | Premiär 12 januari 1936 |
| 1936 | Glada änkan Die lustige Witwe                                | Franz Lehár, Victor Léon och Leo Stein            | Oscar Winge                                       | Premiär 16 april 1936 Scenografi Martin Ahlbom 25 föreställningar |
| 1936 | Karl Gerhards vershus, revy                                  | Karl Gerhard                                      |                                                   | Premiär 17 september 1936 Scenografi Gustaf Carlström 180 föreställningar |
| 1937 | Karl Gerhards nyårsmeny, revy                                | Karl Gerhard                                      | Karl Gerhard                                      | Premiär 1 januari 1937 |
| 1937 | Flottan åker motorcykel, revy Shirley Temples julafton, revy | Calle Flygare                                     |                                                   | Premiär 6 januari 1937 |
| 1937 | Hallå hela världen, revy                                     | Calle Flygare                                     |                                                   | Premiär 30 januari 1937 |
| 1937 | Batavernas sammansvärjning                                   | Axel Gauffin                                      |                                                   | Premiär 1 april 1937 |
| 1937 | Karl Gerhards indiansommar, revy                             | Karl Gerhard                                      | Karl Gerhard                                      | Premiär 18 juni 1937 Scenografi Gustaf Carlström 180 föreställningar |
| 1938 | Dom säger på sta'n, revy                                     | Karl Gerhard, Åke Söderblom och Kar de Mumma      | Karl Gerhard                                      | Premiär 1 januari 1938 Scenografi Harald Garmland 119 föreställningar |
| 1938 | Höstmanöver, revy                                            | Karl Gerhard                                      | Karl Gerhard                                      | Premiär 21 oktober 1938 Scenografi Gustaf Carlström 161 föreställningar |
| 1938 | Tummeliten                                                   | John Botvid                                       | John Botvid                                       | Premiär 17 december 1938 Scenografi Robert Högfeldt 6 föreställningar |
| 1939 | Min syster och jag Meine Schwester und ich                   | Ralph Benatzky, Georges Berr och Louis Verneuil   | Karl Kinch                                        | Premiär 1 september 1939 Annalisa Ericson, Karl Kinch, Elsa Wallin, Arne Hedelö, Torsten Hising, Carl-Gunnar Wingård, Åke Uppström Scenografi Dag Engström 9 föreställningar |
| 1939 | Dessa ridderliga tider, revy                                 | Karl Gerhard                                      | Karl Gerhard                                      | Premiär 3 november 1939 Scenografi Arne Klingborg och Isaac Grünewald 55 föreställningar |
| 1940 | Dessa virriga tider, revy                                    | Karl Gerhard                                      | Karl Gerhard                                      | Premiär 1 januari 1940 |
| 1940 | Sjöjungfrur på vift                                          | Birgit Cullberg                                   |                                                   | Premiär 12 januari 1940 Gästspel av Cullbergbaletten |
| 1940 | Det kommer en vår, revy                                      | Jokern och Åke Balltorp                           | Sandro Malmquist                                  | Premiär 1 mars 1940 Scenografi Gerhardt Magnusson 56 föreställningar |
| 1940 | Okänd svensk soldat                                          | Josef Kjellgren                                   | Arne Lydén                                        | Premiär 8 maj 1940 Scenografi Arne Klingborg Gästspel av Dramatikerstudion |
| 1940 | Gullregn, revy                                               | Karl Gerhard                                      | Sandro Malmquist                                  | Premiär 31 juli 1940 Scenografi Gustaf Carlström 208 föreställningar |
| 1941 | Batavernas sammansvärjning Tåg 56                            | Axel Gauffin Herbert Grevenius                    | Yngve Nordwall Arne Lydén                         | Premiär 25 januari 1941 Scenografi Arne Klingborg Gästspel av Dramatikerstudion |
| 1941 | Leendets land Das Land des Lächelns                          | Franz Lehár, Ludwig Herzer och Fritz Löhner-Beda  |                                                   | Premiär 2 mars 1941 25 föreställningar |
| 1941 | Ökensången The Desert Song                                   | Sigmund Romberg och Oscar Hammerstein             | Oscar Winge                                       | Premiär 30 mars 1941 Scenografi Holger Winge 11 föreställningar Gästspel av Hippodromen |
| 1941 | Dollarprinsessan Die Dollarprinzessin                        | Leo Fall, Alfred Maria Willner och Fritz Grünbaum | Oscar Winge                                       | Premiär 9 april 1941 Scenografi Holger Winge 6 föreställningar Gästspel av Hippodromen |
| 1941 | Kokottskolan L'ecole des cocottes                            | Paul Armont och Marcel Gerbidon                   | Sandro Malmquist                                  | Premiär 10 maj 1941 35 föreställningar |
| 1941 | Förmiddagsvisit Femtioårsdagen Förtroliga band               | Gösta Sjöberg Vilhelm Moberg Herbert Grevenius    | Helge Hagerman                                    | Premiär 17 maj 1941 Gästspel av Dramatikerstudion |
| 1941 | Allt i gala, revy                                            | Karl Gerhard                                      | Sandro Malmquist                                  | Premiär 28 november 1941 Scenografi Sandro Malmquist 30 föreställningar |
| 1942 | Karl Gerhards Tingel-Tangel, revy                            | Karl Gerhard                                      | Karl Gerhard                                      | Premiär 1 januari 1942 75 föreställningar |
| 1942 | Sol och vår, revy                                            | Karl Gerhard                                      | Karl Gerhard                                      | Premiär 20 maj 1942 Scenografi Gustaf Carlström 105 föreställningar |
| 1942 | Kvinnan väntar Svart granit                                  | Artur Lundkvist Sekel Nordenstrand                | Anna Norrie och Sandro Malmquist Manne Grünberger | Premiär 17 oktober 1942 Hjördis Petterson, Gull Natorp, Gun Robertson, Georg Årlin, Axel Bergman, Olof Widgren, Douglas Håge, Berndt Westerberg, Mona Robertson, Mona Geijer-Falkner, Gun Adler, Helge Mauritz, Sven Olof Sandegren, Arne Lindblad, Majken Torkeli, Åke Uppström, Christian Bratt, John Ericson, Edvard Danielsson, Oscar Heurlin, Roland Backman, Börje Nyberg, Hugo Tranberg, John Elfström Scenografi Anna Norrie/Gerd Rissler Gästspel av Dramatikerstudion |

### Europafilm (1943-1978)
| År   | Produktion                                           | Upphovsmän                                          | Regi                    | Noter |
| ---- | ---------------------------------------------------- | --------------------------------------------------- | ----------------------- | --- |
| 1950 | Så går karusellen, revy                              | Arvid Müller och Børge Müller                       | Stig Lommer             | Premiär 17 maj 1950 Scenografi Maggi Baaring 113 föreställningar |
| 1951 | Vi spelar igen, revy                                 | Arvid Müller och Børge Müller                       | Stig Lommer             | Premiär 18 maj 1951 Scenografi Maggi Baaring 239 föreställningar |
| 1952 | Huset i Montevideo Das Haus in Montevideo            | Curt Goetz                                          | Göran Gentele           | Premiär 6 oktober 1952 Scenografi Yngve Gamlin 71 föreställningar |
| 1953 | Knäppupp I - Akta huvet, revy                        | Povel Ramel                                         | Per-Martin Hamberg      | Premiär 1 januari 1953 Gunwer Bergkvist, The Black Diamonds, Brita Borg, Gösta Cederlund, Karl-Olof Finnberg, Barbro Hörberg, Allan Johansson, Martin Ljung, Sangrid Nerf, Birgitta Olzon, Hasse Pettersson, Povel Ramel, Oscar Rundqvist, Mille Schmidt, Maj-Britt Thörn, Gösta Törner Scenografi Yngve Gamlin 198 föreställningar                   |
| 1953 | Vår lilla värld, revy                                | Arvid Müller och Børge Müller                       | Stig Lommer             | Premiär 14 mars 1953 Max Hansen, Per Oscarsson, Sonja Stjernquist, Kiki Bratt, Maj Lindström Kapellmästare Charlie Norman, Scenografi Evert Myhrman 57 föreställningar |
| 1953 | Grattis, grattis, revy                               |                                                     | Egon Larsson            | Premiär 11 juni 1953 Max Hansen, Hjördis Petterson, Claes Thelander, Sonja Stjernquist, Kiki Bratt, Maj Lindström Kapellmästare Charlie Norman 160 föreställningar |
| 1953 | Hej, revy                                            | Børge Müller och Kai Normann-Andersen               | Göran Gentele           | Premiär 12 september 1953 Scenografi Birger Bergling 178 föreställningar |
| 1953 | Rödluvan Rotkäppchen                                 | Robert Bürkner                                      | Else Fisher             | Premiär 19 december 1953 |
| 1954 | Violen från Montmartre Das Veilchen vom Montmartre   | Emmerich Kálmán, Julius Brammer och Alfred Grünwald | Ragnar Hyltén-Cavallius | Premiär 9 januari 1954 Scenografi Einar Hjort 43 föreställningar |
| 1954 | Karl Gerhards Eriksgata, revy                        | Karl Gerhard                                        | Per Gerhard             | Premiär 12 mars 1954 Scenografi Evert Myhrman, Kostym Mago 128 föreställningar |
| 1954 | Serenad                                              | Louis Lajtai och Staffan Tjerneld                   | Sven Aage Larsen        | Premiär 28 september 1954 Scenografi Jacques Marillier och R Doshays 69 föreställningar |
| 1954 | Charleys tant Charley's Aunt                         | Brandon Thomas                                      | Per-Axel Branner        | Premiär 26 december 1954 Scenografi Carl Johnsson-Cloffe 119 föreställningar |
| 1955 | Flyttkalas, revy                                     | Kar de Mumma                                        | Leif Amble-Næss         | Premiär 19 april 1955 Scenografi Carl Johnsson-Cloffe 132 föreställningar |
| 1956 | Bröllopskarusellen Sailors, Beware                   | Philip King och Falkland Cary                       | Per-Axel Branner        | Premiär 13 januari 1956 Scenografi Arne Åkermark 47 föreställningar |
| 1956 | Vi roar oss kungligt, revy                           | Kar de Mumma                                        | Leif Amble-Næss         | Premiär 27 april 1956 Scenografi Eric Söderberg 281 föreställningar |
| 1957 | Evergreens                                           |                                                     | Stig Lommer             | Premiär 27 mars 1957 34 föreställningar |
| 1957 | Ett uppskattat nöje, revy                            | Kar de Mumma                                        | Leif Amble-Næss         | Premiär 30 april 1957 Scenografi Eric Söderberg 251 föreställningar |
| 1958 | Tovaritch                                            | Jacques Deval                                       | Ernst Eklund            | Premiär 5 februari 1958 Scenografi Eric Söderberg 39 föreställningar |
| 1958 | Har den äran, revy                                   | Kar de Mumma                                        | Leif Amble-Næss         | Premiär 29 april 1958 Scenografi Eric Söderberg 237 föreställningar |
| 1958 | Den ouppnåeliga The Unattainable                     | W. Somerset Maugham                                 | Stig Torsslow           | Premiär 29 oktober 1958 Scenografi Sven Fahlstedt 13 föreställningar Gästspel från Dramaten |
| 1959 | Toreadorvalsen La valse des toreadors                | Jean Anouilh                                        | Mimi Pollak             | Premiär 16 januari 1959 Scenografi Sven Fahlstedt 45 föreställningar Gästspel från Dramaten |
| 1959 | Välkomna till varje pris, revy                       | Kar de Mumma                                        | Leif Amble-Næss         | Premiär 28 april 1959 Scenografi Eric Söderberg 239 föreställningar |
| 1959 | Två på gungbrädet Two For The Seesaw                 | William Gibson                                      | Mimi Pollak             | Premiär våren 1959 Jarl Kulle, Catrin Westerlund Scenografi Yngve Larson, Kostym Gunnar Gelbort 8 föreställningar Gästspel från Dramaten |
| 1959 | Den politiske kannstöparen Den politiske kandestøber | Ludvig Holberg                                      | Rune Carlsten           | Premiär våren 1959 Holger Löwenadler, Elsa Carlsson, Lars Lind, Erland Josephson, Torsten Wahlund, Catherine Berg, Monica Nielsen, Niels Dybeck, Olof Sandborg, Olle Hilding, Carl-Gunnar Wingård, Gustaf Andersson, Hans Sundberg, Tommy Nilson, Per Sjöstrand, Erik Rosén Scenografi och kostym Marik Vos 17 föreställningar Gästspel från Dramaten |
| 1960 | Den nya världen, propagandatablåer                   |                                                     |                         | Premiär mars 1960 |
| 1960 | Slottstappning, revy                                 | Kar de Mumma                                        | Leif Amble-Næss         | Premiär 29 april 1960 Scenografi Eric Söderberg, Kostym Mago 277 föreställningar |
| 1961 | Förälskad i Stockholm, revy                          | Kar de Mumma                                        | Leif Amble-Næss         | Premiär 29 april 1961 Scenografi Torolf G. Engström och Agneta Pauli 211 föreställningar |
| 1962 | Fritid, jämlikhet och djävulskap, revy               | Kar de Mumma                                        | Hasse Ekman             | Premiär 28 april 1962 Scenografi Yngve Gamlin, Kostym Mago 223 föreställningar |
| 1963 | För vänskaps skull, revy                             | Kar de Mumma                                        | Per Gerhard             | Premiär 3 maj 1962 Scenografi Yngve Gamlin, Kostym Mago 203 föreställningar |
| 1964 | Stockholmare, vet du vaad, revy                      | Kar de Mumma                                        | Jackie Söderman         | Premiär 9 maj 1964 Scenografi Yngve Gamlin 196 föreställningar |
| 1965 | Vår glada station, revy                              | Kar de Mumma                                        | Herman Ahlsell          | Premiär 29 april 1965 Scenografi Yngve Gamlin 146 föreställningar |
| 1966 | Hej, Hemskö, revy                                    | Kar de Mumma                                        | Herman Ahlsell          | Premiär 3 maj 1966 Scenografi Nils Stenwall 131 föreställningar |
| 1966 | Amédée Amédée, ou Comment s'en debarasser?           | Eugène Ionesco                                      | Staffan Westerberg      | Premiär 25 oktober 1966 Scenografi Adèle Änggård Gästspel från Riksteatern |
| 1967 | Kyss Karlsson, revy                                  | Kar de Mumma                                        | Hasse Ekman             | Premiär 13 januari 1967 Scenografi Ingvar Danielsson 115 föreställningar |
| 1967 | Generationer Generations                             | William Goodhart                                    | Stig Ossian Ericson     | Premiär 6 september 1967 Scenografi Agneta Pauli 71 föreställningar |
| 1968 | Kar de Mummas nyårsrevy, revy                        | Kar de Mumma, sångtexter Kajenn                     | Hasse Ekman             | Premiär 6 januari 1968 Stig Järrel, Sickan Carlsson, Anita Lindblom, Rolf Bengtson, Jarl Borssén, Annelie Alexandersson, Lasse Berghagen, Diana Kjaer, Hedy Bengtson, Kerstin Appelvik, Annika Ekstrand Scenografi och kostym Per Lekang, Koreografi Thor Zackrisson, Kapellmästare Knud Jørgensen 189 föreställningar                                |
| 1969 | Nyårsrevy 1969, revy                                 | Kar de Mumma                                        | Hasse Ekman             | Premiär 6 januari 1969 Scenografi Per Lekang 179 föreställningar |
| 1970 | Kar de Mummas revyhus, revy                          | Kar de Mumma                                        | Hasse Ekman             | Premiär 6 januari 1970 Scenografi Per Lekang 209 föreställningar |
| 1971 | Kar de Mummas nyårsrevy, revy                        | Kar de Mumma                                        | Hasse Ekman             | Premiär 6 januari 1971 Siw Malmkvist, Stig Järrel, Siv Ericks, Rolf Bengtsson, Lasse Kühler, Hans V. Engström, Hedy Bengtsson, Kerstin Asp, Annika Ekstrand, Elisabeth Grönkvist Scenografi och kostym Per Lekang |
| 1971 | Oh, Calcutta                                         | Kenneth Tynan Översättning Torsten Ehrenmark        | Hans Bergström          | Premiär 17 juni 1971 Tor Isedal, Ulf Brunnberg, Lena Bergqvist, Hans Wahlgren, Lisbeth Zachrisson, Mats Isaksson, Ann Norstedt, Ann-Mari Max Hansen, Moniqa Sunnerberg, Terje Thoresen, Helena Fernell Koreografi Lilavati, Scenografi Åke Arenhill                                                                                                   |
| 1971 | Mina favoriter, revy                                 | Kar de Mumma                                        | Hasse Ekman             | |
| 1972 | Kar de Mummas glädjehus, revy                        | Kar de Mumma                                        | Hasse Ekman             | |
| 1973 | Bäst i stan, revy                                    | Kar de Mumma                                        | Hasse Ekman             | |
| 1976 | Hem till stan, revy                                  | Kar de Mumma                                        | Hans Dahlin             | Premiär 29 september 1976 Stig Järrel, Siw Malmkvist, Kisa Magnusson, Lars Lind, Gunilla Åkesson, Peter Harryson, Lillemor Ohlson, Magnus Liljeroos, Åke Norin, Margareta Kempe, Eva Jansson, Birgit Lundström Kapellmästare Göran Lindberg, Koreografi Gordon Marsh, Scenografi Ulf Axén, Kostym Mona Forsén                                         |

### Olle Kinch (1978-1991)
| År   | Produktion                                   | Upphovsmän                                                   | Regi                                                   | Noter |
| ---- | -------------------------------------------- | ------------------------------------------------------------ | ------------------------------------------------------ | --- |
| 1978 | Sommarnattens leende A Little Night Music    | Stephen Sondheim och Hugh Wheeler Översättning Beppe Wolgers | Stig Olin                                              | Premiär 14 september 1978 Zarah Leander, Jan Malmsjö, Ulla Sallert, Grynet Molvig, Claes Jakobsson, Tor Isedal, Lena Ericsson, Staffan Götestam, Helena Kallenbäck, Anne Lindskog, Helena Forssell, Tord Wallström, Ann Forsell, Hans Wiborg, Elisabet Weman, Lisa Engholm, Annika Augustsson, Evy Lejdstad Koreografi Fay Werner, Scenografi och kostym Mago |
| 1978 | Karlsson på taket                            | Astrid Lindgren                                              | Staffan Götestam Sven Lindberg                         | Premiär 26 december 1978 Stig Grybe, Bengt Stenberg, Lars Söderdahl, Ulf Hasseltorp, Lena Hansson, Christina Schollin, Lars Lind, Mikael Söderlund, Lars Trygger, Sophie Trygger, Pernilla Wahlgren, Nadja Sandberg, Louise Raeder, Björn Wikström, Fredrik Ohlsson, Lasse Kühler Koreografi Lasse Kühler, Scenografi Madeleine Sandell |
| 1979 | En man för mycket Move Over, Mrs Markham     | Ray Cooney och John Chapman Översättning Torsten Ehrenmark   | Klaus Pagh                                             | Premiär 8 mars 1979 Helena Kallenbäck, Ulf Brunnberg, Beatrice Järås, Christina Schollin, Jan Malmsjö, Lars Lind, Tor Isedal, Lillemor Ohlson, Sif Ruud Scenografi Hans Christian Molbech |
| 1979 | Annie                                        | Charles Strouse, Thomas Meehan och Martin Charnin            | Stig Olin                                              | Premiär 13 september 1979 Pernilla Wahlgren, Vendela Duclos, Tove Lindblom, Sigge Fürst, Grynet Molvig, Anna Sundqvist, Stig Grybe, Tor Isedal, Eva Bysing, Hans Wahlgren, Louise Raeder Kostym Mago |
| 1979 | Pinocchio                                    | Staffan Götestam och Peter Flack                             |                                                        | Premiär 26 december 1979 Louise Raeder, Stig Grybe, Sune Mangs, Ulf Brunnberg, Gunilla Åkesson, Robert Lindblad |
| 1980 | Pippi Långstrump                             | Astrid Lindgren                                              | Staffan Götestam                                       | Premiär 18 oktober 1980 Siw Malmkvist, Pernilla Wahlgren, Bengt Stenberg, Meg Westergren, Christina Schollin, Gunilla Åkesson, Ulf Brunnberg, Sune Mangs, Hans Wahlgren, Helena Kallenbäck, Kent Malmström, Mona Cassemar, Nadja Sandberg Koreografi Lasse Kühler, Scenografi Ingvar Danielsson, Kostym Eva Broms |
| 1980 | Bäddat för tre Monsieur Masure               | Claude Magnier Översättning Eva Thisell och Stig Olin        | Stig Olin                                              | Premiär 26 december 1980 Jarl Kulle, Anne Kulle, Olof Thunberg Scenografi Eva Broms |
| 1982 | Sound of Music                               | Richard Rodgers och Oscar Hammerstein II                     | Stig Olin Översättning Gösta Rybrant och Beppe Wolgers | Premiär 16 september 1982 Ann-Charlotte Björling, Per Myrberg, Ulla Sallert, Tor Isedal, Meg Westergren, Leif Magnusson, Britta Pettersson, Dick Edlund, Gregor Dahlman, Gunilla Backman, Lars Fager, Tage Severin, Maud Hammerud, Susanne Sahlberg, Gunnar Assarsson, Lisa Engholm, Margit Teimar, Karin Håglin, Gudrun Henricsson, Thérèse von Lampe, Marie Olofsson, Lennart Carlsson, Pierre Isacsson, Catharina Alinder, Pernilla Wahlgren, My Norberg, Kristine Öhrn, Bengt Stenberg, Christian Flemström, Joakim Dahlberg, Markus Ernerot, Towe Lindblom, Johan Norberg, Linda Boström, Nina Lindén, Peter Jöback, Jessica Enström, Susanne Lundqvist, Anna Möller, Anna Berglund, Carina Andersson, Charlotte Möller, Malin Carlsson Koreografi Lasse Kühler, Scenografi Ingvar Danielsson, Kostym Mago |
| 1983 | Snövit och de sju dvärgarna                  | Beppe Wolgers                                                | Stig Olin                                              | Premiär 5 november 1983 Tor Isedal, Pernilla Wahlgren, Towe Lindblom, Helena Kallenbäck, Gunilla Backman, Lars Fager, Dick Edlund, Bengt Stenberg, Erik Lindgren, Joakim Dahlberg, Johan Norberg, Niklas Rygert, Markus Ernerot, Peter Jöback, Thérèse von Lampe, Maud Hammerud, Marie Olofsson, My Norberg, Lennart Carlsson, M. Bondeman, B. Ekwall, S. Hök, K. Wesslau, G. Hök, M. Jackteus, Anna Rydgren, K. Thorén Koreografi Inger Jakobsson, Scenografi och kostym Ingvar Danielsson |
| 1986 | Hotelliggaren Two into one                   | Ray Cooney Översättning Sven Melander                        | Tony Verner                                            | Premiär 31 december 1985 Gösta Ekman, Birgitta Andersson, Frej Lindqvist, Meg Westergren, Ulf Brunnberg, Stig Grybe, Dan Ekborg, Marlou Mönning, Sissela Kyle, Louise Edlind Scenografi och kostym Bengt Peters |
| 1987 | Oj då!... en till?!                          | Ray Cooney och Tony Hilton Översättning Sven Melander        | Chris Johnston                                         | Premiär 19 september 1987 Björn Gustafson, Ulf Brunnberg, Stig Grybe, Kent Andersson, Sven Holmberg, Anders Sundquist, Gunilla Åkesson, Meg Westergren, Louise Edlind Scenografi Lars Holm |
| 1988 | Det stannar i familjen It Runs in the Family | Ray Cooney Översättning Sven Melander                        | Brian Howard                                           | Premiär 15 september 1988 Sven Lindberg (1988-1989), Anders Sundquist, Helena Kallenbäck, Björn Gustafson, Inga Gill, Sven Holmberg, Meg Westergren, Ola Isedal (1988-1989), Suzanne Ernrup (1988-1989), Louise Edlind (1989), Ulf Brunnberg, Stig Grybe, Agneta Prytz, Carl-Ivar Nilsson (1989), Bengt Stenberg (1989) Scenografi Bengt Peters |
| 1988 | Linje Lusta A Streetcar Named Desire         | Tennessee Williams                                           | Georg Malvius                                          | Premiär 17 oktober 1988 Helena Kallenbäck, Ulf Brunnberg, Suzanne Ernrup, Meg Westergren, Roger Storm, Peter Hüttner, Carl-Ivar Nilsson, Ola Isedal Scenografi Bengt Peters |
| 1990 | Skaffa mig en tenor Lend Me a Tenor          | Ken Ludwig                                                   | Piv Bernth                                             | Premiär 31 december 1989 Jan Malmsjö, Dan Ekborg, Inga Gill, Björn Gustafson, Meg Westergren, Görel Crona, Stig Grybe, Helena Kallenbäck Kostym Mago |

### Hasse Wallman (1991-1994)
| År   | Produktion                       | Upphovsmän                                                          | Regi            | Noter |
| ---- | -------------------------------- | ------------------------------------------------------------------- | --------------- | --- |
| 1991 | Tomas revy                       |                                                                     |                 | Premiär 13 september 1991 Tomas von Brömssen |
| 1992 | Para på skoj I Love My Wife      | Cy Coleman och Michael Stewart                                      | Sandy Grant     | Premiär 25 januari 1992 Claes Månsson, Dan Ekborg, Charlott Strandberg, Beatrice Järås Scenografi Bengt Peters |
| 1992 | Den vilda sardinen Noises off    | Michael Frayn Översättning Per Gerhard                              | Tony Verner     | Premiär 27 september 1992 Dan Ekborg, Beatrice Järås, Claes Månsson, Ewa Roos, Per Eggers, Anna-Lena Hemström, Joakim Jennefors, Myrra Malmberg, Robert Sjöblom |
| 1992 | Bröderna Östermans huskors       | Oscar Wennersten                                                    | Börje Nyberg    | Premiär 22 oktober 1992 Ewa Roos, Tjadden Hällström, Sture Ström, Meta Velander, Hasse Burman, Börje Nyberg, Gregor Dahlman, Rune Hallberg, Norma Ahlqvist, Björn Wikström, Ulrika Pahlett |
| 1993 | Poppis A Slice of Saturday Night | The Heather Brothers                                                | Eva Rydberg     | Premiär 21 september 1993 Sven Melander, Ia Gustafsson, Sara Lindh, Anna Norberg, Annika Metsä, Robert Dröse, Kim Sulocki, Carl-Johan Sundberg, Erik Ahrnbom Kostym Lars-Åke Wilhelmsson |
| 1994 | Djungelboken Jungelboka          | Arne Lindtner Naess och Svein Gundersen Översättning Erik Fägerborn | Marianne Skovli | Premiär 30 januari 1994 Peter Jöback, Anki Albertsson, Dan Malmer, Tommy Sliiden, Kim Sulocki, Anna Norberg, Sara Lindh, Erik Ahrnbom, Robert Dröse, Ia Gustafsson, Annika Mätsä, Carl-Johan Sundberg, Björn Margulies, Andreas Blanco-Berg, Alexander Gottfarb, Victoria Rahawi, Carolina Renske |

### Teaterbolaget (1994-1998)
| År   | Produktion                              | Upphovsmän                               | Regi           | Noter |
| ---- | --------------------------------------- | ---------------------------------------- | -------------- | --- |
| 1995 | Min mamma herr Albin La cage aux folles | Jean Poiret                              | Hans Bergström | Premiär 13 september 1995 Ulf Brunnberg, Jörgen Mulligan, Jean-Pierre Barda, Kim Sulocki, Malin Nilsson, Laila Westersund, Ulf Isenborg, Ulf Larsson, Pia Green, Anders Sundqvist, Olof Huddén, Lars Fager Scenografi Bengt Peters, Kostym Camilla Thulin |
| 1996 | Alla var där Anyone for breakfast?      | Derek Benfield Översättning Calle Norlén | Paal Wesenlund | Premiär 27 september 1996 Ing-Marie Carlsson, Thomas Hellberg, Carina Lidbom, Dan Ekborg, Sussie Eriksson, Kjell Bergqvist Scenografi Gill Sandell, Kostym Lars-Åke Wilhelmsson                                                                           |

### Proscenia AB (1998-2001)
| År   | Produktion             | Upphovsmän      | Regi             | Noter |
| ---- | ---------------------- | --------------- | ---------------- | --- |
| 2000 | Nils Karlsson Pyssling | Astrid Lindgren | Staffan Götestam | Premiär 2 september 2000 Ola Forssmed, Pernilla Wahlgren, Ola Rundcrantz Koreografi Jan Åström , Scenografi Bengt Peters, Kostym Lars-Åke Wilhelmsson Flyttad från Maximteatern |